# Ania Szarmach
Ania Szarmach, conosciuta anche come Sharmi; all'anagrafe Anna Szarmach (Starogard Gdański, 12 febbraio 1978), è una cantante polacca.

## Biografia
Diplomata in canto pop e jazz all'Accademia Musicale Karol Szymanowski di Katowice, Ania Szarmach ha iniziato a registrare musica professionalmente nel 1994. Nel suo primo decennio di carriera ha collaborato con nomi affermati del panorama musicale polacco, come Edyta Górniak, Natalia Kukulska, le Sistars, Kayah e Andrzej Piaseczny.
Ha avviato la sua carriera da solista nel 2006 con la partecipazione al festival Top Trendy, dove ha vinto il secondo premio del pubblico, e con la pubblicazione, nell'autunno dello stesso anno, dell'album di debutto Sharmi, che ha debuttato alla 50ª posizione della classifica polacca. L'album le ha fruttato una candidatura per l'album hip hop dell'anno e una per il miglior debutto dell'anno ai premi Superjedynki del 2007.
Nel successivo febbraio ha partecipato a Piosenka dla Europy, il programma di selezione del rappresentante polacco per l'Eurovision Song Contest, presentando Open Your Mind, una traccia del suo album. Si è classificata all'ultimo posto sui dieci finalisti. Nel 2008 ha partecipato al festival della canzone polacca di Opole con la canzone Wybieram Cię, che le ha fruttato il secondo posto nel voto del pubblico.
Il secondo album della cantante, Inna, è uscito nel 2010 ed è stato in lizza per il premio per l'album hip hop dell'anno ai Fryderyk del 2011, il principale riconoscimento musicale polacco. Nel 2012 è uscito il terzo album, Pozytywka.
Nel 2013 Ania Szarmach ha iniziato a collaborare con il cantante e produttore soul statunitense Frank McComb, con cui ha realizzato una tournée nazionale negli anni successivi e con cui ha realizzato il suo quarto album, Shades of Love, uscito nel 2016.

## Discografia

### Album in studio
- 2006 – Sharmi
- 2010 – Inna
- 2012 – Pozytywka
- 2016 – Shades of Love

### Singoli
- 2006 – Silna
- 2007 – Open Your Mind
- 2007 – Sky Is the Limit (con Bartek Królik)
- 2007 – Dookoła Ciebie
- 2008 – Wybieram Cię
- 2009 – Dlaczego
- 2012 – Z Tobą
- 2016 – Rolling Stones (con Frank McComb)
- 2016 – City of Music

### Collaborazioni
- 2003 – Najdłuższy chillout w mieście (15 Minut Projekt feat. Sokół & Ania Szarmach)